# Backxwash
Ashanti Mutinta, connue professionnellement sous le nom de Backxwash, est une rappeuse zambo-canadienne basée à Montréal, au Québec, Canada. Elle est surtout connue pour son album God Has Nothing to Do with This Leave Him Out of It, avec lequel elle remporte le prix de musique Polaris en 2020.

## Biographie
Mutinta naît à Lusaka, en Zambie. Elle grandit dans une famille religieuse. C'est grâce à FL Studio qu'elle apprend le rap et la production musicale. À 17 ans, elle déménage en Colombie-Britannique, au Canada, afin de poursuivre des études universitaires en informatique,.
Après avoir obtenu son baccalauréat, elle déménage à Montréal, où se produit lors de soirées jam. Elle lance son premier EP FREAKS en 2018. Plus tard la même année, elle publie un second EP, Black Sailor Moon. À peu près au même moment, elle révèle son identité transgenre. Mutinta, plus spirituelle, perçoit Backxwash comme un alter ego enragé, autodestructeur, revendicateur, pourfendeur. Son personnage lui permet d'explorer des thèmes comme la religion, la sorcellerie, la quête d'identité et la douleur de cette quête,.
God Has Nothing to Do with This Leave Him Out of It, son premier album complet, paraît en mai 2020. Son style musical mêle hip hop, heavy metal et post-rock, avec des échantillonages de Black Sabbath et des intermèdes instrumentaux influencés par Godspeed You! Black Emperor. Les services de diffusion en continu et les boutiques en ligne boudent l'album en raison du flou légal entourant les échantillons utilisés sur l'album. En dépit d'une diffusion limitée au téléchargement gratuit sur la page Bandcamp de l'artiste, l'album remporte le prix de musique Polaris, plus grande récompense attribuée par les critiques canadiennes pour une œuvre musicale, ainsi qu'une bourse de 50 000 $,.
En juin 2020, elle fait partie de la programmation de Saint-Jeanne, un concert en ligne célébrant la Saint-Jean-Baptiste de façon inclusive. L'événement est dirigé par l'autrice-compositrice-interprète Safia Nolin.
En juin 2021, Backxwash lance I Lie Here Buried with My Rings and My Dresses sur lequel elle collabore notamment avec Black Dresses et Sadie Dupuis (Speedy Ortiz). En octobre 2022, elle lance His Happiness Shall Come First Even Though We Are Suffering.
Son quatrième album, Only Dust Remains, est nominé pour le prix de musique Polaris 2025.

## Discographie

### Albums studio
- 2019 - Deviancy
- 2020 - God Has Nothing To Do With This Leave Him Out Of It
- 2021 - I Lie Here Buried with My Rings and My Dresses
- 2022 - His Happiness Shall Come First Even Though We Are Suffering
- 2025 - Only Dust Remains